# Генерал армии (КША)

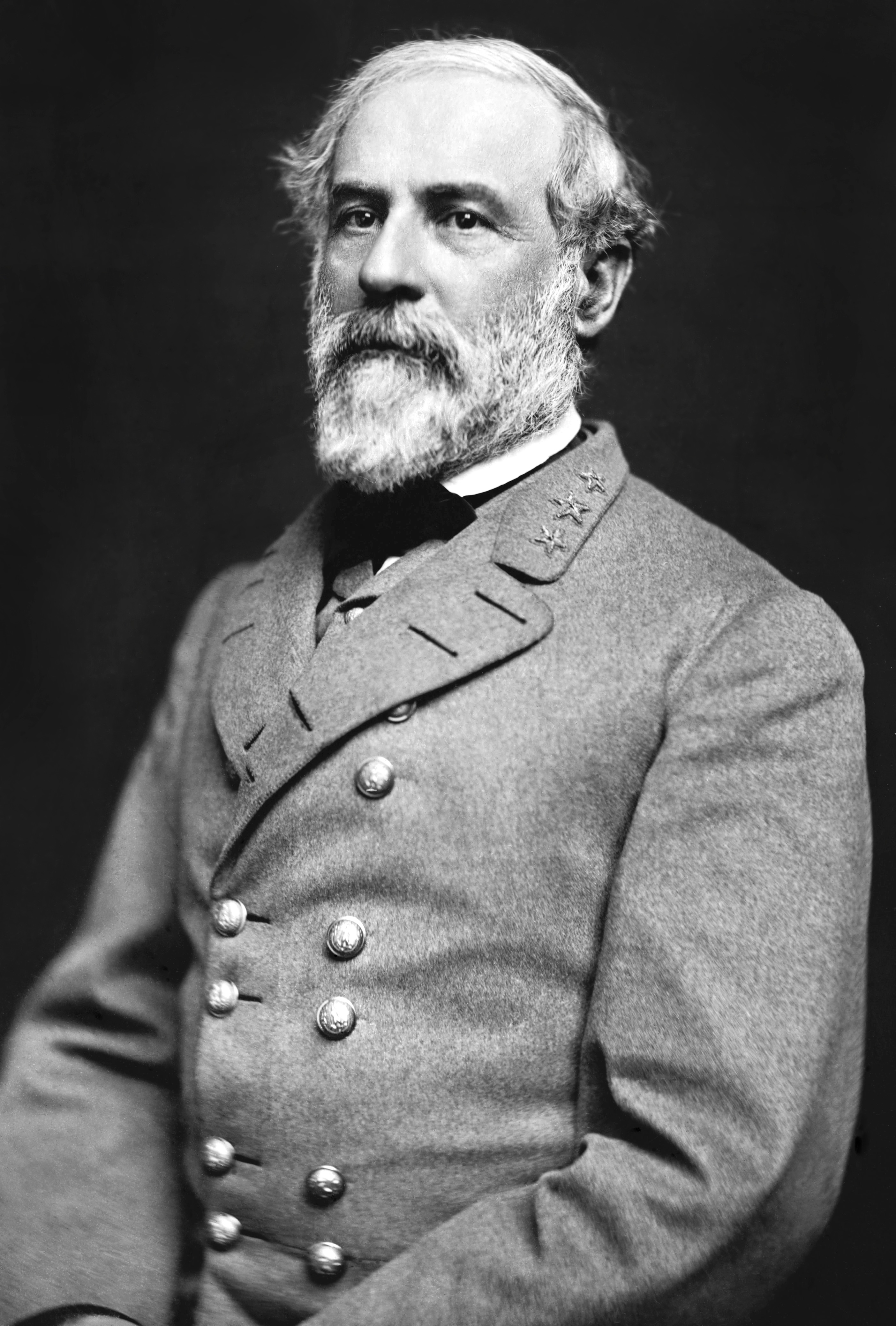
Роберт Эдвард Ли, наиболее известный генерал Конфедерации. Ли представлен на фотографии в форме и со знаками различия полковника армии Конфедеративных Штатов, в этой форме он пройдёт всю войну

Генералы (генералитет) армии Конфедеративных Штатов Америки (The general officers of the Confederate States Army, CSA) — высший офицерский состав армии Конфедеративных Штатов во время Гражданской войны в США (1861—1865). Большинство генералов Конфедерации до войны служило в регулярной армии США, некоторым генеральские звания были присвоены исходя из их предыдущих заслуг на военном поприще, некоторые получили генеральские чины ввиду военного времени. Почти все присвоения генеральских званий требовали подтверждения Конгресса Конфедерации, так же, как это заведено в современных вооруженных силах США.
Как и все в вооружённых силах Конфедерации, генералитет (генералы) соответствовал своему общественному предназначению, в частности президент Конфедерации Джефферсон Дэвис был главнокомандующим армии, ВМС и морской пехоты Конфедеративных Штатов Америки.

## История
Дизайн формы и знаков различия армии Конфедеративных Штатов основывался на обычаях и традициях армии США. Армия Конфедеративных Штатов Америки состояла из трёх составных частей: Армии Конфедеративных Штатов Америки (Army of the Confederate States of America, ACSA) - постоянной, регулярной армии; Временной Армии Конфедеративных Штатов (Provisional Army of the Confederate States, PACS) или "волонтёрской", добровольческой армии, которая должна быть расформирована после войны и многочисленных милиционных (militia) формирований (армий) южных штатов, входящих в Конфедерацию.

## Бригадный генерал
Бригадные генералы в армии Конфедерации большей частью были командирами пехотных и артиллерийских бригад, адъютантами генерал-майоров, генерал-лейтенантов и других высших начальников.

## Генерал-майор
Генерал-майоры в армии Конфедерации командовали главным образом дивизиями, были адъютантами старших генералов (генерал-лейтенантов и полных генералов), а также занимали руководящие посты в министерстве обороны (War Department) и в штабах армий. Они также возглавляли войска военных округов, входящих в военные департаменты. К концу войны в армии Конфедерации насчитывалось 88 генерал-майоров.
Формирование дивизий было утверждено Конгрессом 6 марта 1861 года. Звание генерал-майора соответствовало должности командира дивизии. Звание присваивалось президентом Дэвисом и подтверждалось впоследствии Конгрессом.
Это звание не соответствовало званию генерал-майор в армии США, поскольку звание генерал-майора в армии США было по сути высшим званием (до учреждения звания генерал-лейтенанта), и генерал-майоры командовали дивизиями, корпусами и даже целыми армиями.
Сегодня это звание эквивалентно званию генерал-майор в современных вооружённых силах США.

## Генерал
Генерал (англ. General of the Confederate States Army) — высшее воинское звание в армии Конфедеративных Штатов Америки. Первоначально только пять высших офицеров армии КША были произведены в звание (полного) генерала, позднее его получили ещё три высших офицера армии КША.
Эти генералы занимали высшие посты в армии Конфедерации, в основном должности главнокомандующих армиями, командующих войсками крупных и важных военных департаментов (округов) и советников президента КША Джефферсона Дэвиса.
В современной армии США это звание эквивалентно званию полного генерала.

## Список генералов
| Список полных генералов   | Список полных генералов | Список полных генералов         | Список полных генералов  | Список полных генералов              | Список полных генералов |
| Имя                       | Дата присвоения звания  | Подтверждение присвоения звания | Подтверждение Конгрессом | Дата прекращения нахождения в звании | Причина                 |
| ------------------------- | ----------------------- | ------------------------------- | ------------------------ | ------------------------------------ | ----------------------- |
| Сэмюэл Купер              | 16 мая 1861             | 31 августа 1861                 | 31 августа 1861          | 3 мая 1865                           | освобождён из плена     |
| Альберт Сидни Джонстон    | 30 мая 1861             | 31 августа 1861                 | 31 августа 1861          | 6 апреля 1862                        | погиб в сражении        |
| Роберт Эдвард Ли          | 14 июня 1861            | 31 августа 1861                 | 31 августа 1861          | 9 апреля 1865                        | освобождён из плена     |
| Джозеф Джонстон           | 4 июля 1861             | 31 августа 1861                 | 31 августа 1861          | 2 мая 1865                           | освобождён из плена     |
| Пьер Густав Тутан Борегар | 21 июля 1861            | 31 августа 1861                 | 31 августа 1861          | 1 мая 1865                           | освобождён из плена     |
| Брэкстон Брэгг            | 6 апреля 1862           | 12 апреля 1862                  | 12 апреля 1862           | 10 мая 1865                          | освобождён из плена     |
| Эдмунд Кирби Смит         | 21 августа 1862         | 19 февраля 1864                 | 11 мая 1864              | 17 мая 1865                          | освобождён из плена     |

- 18 июля 1864 — Джон Белл Худ (имел это звание как временное, Конгресс КША не утвердил его в этом звании и с января 1865 года Худ носил своё постоянное звание генерал-лейтенант)